# 小行星8300
小行星8300（英語：8300 Iga）是一颗围绕太阳公转的小行星。1994年1月9日，小林隆男在大泉町发现了此天体。
这颗小行星的绝对星等为112.4647044655096等。